# 正源寺
正源寺（しょうげんじ）は、東京都港区白金二丁目にある浄土宗（単立）の寺院。山号は萬榮山である。
日吉坂を挟んでシェラトン都ホテル東京の向かいにある。                  

## 歴史
慶長8年（1603年）、上野国新田郡出身の繁蓮社昌誉萬榮和尚によって木挽町に創建された。元和4年（1618年）敷地が御用地となり芝金杉に移転後、再び御用地として接収され、延宝7年7月13日（1679年8月19日）寺社奉行松平重治によって白金村の現在地に移転となった。
当初は増上寺の末寺だったが、佐藤光兆上人の時代に単立となった。昭和62年（1987年）3月には永代供養塔の萬榮塔が建立された。

## 施設
- 本堂
- 庫裏（鉄筋コンクリート3階建）
- 墓所